# موكب الموت
موكب الموت (باليابانية: デス・パレード) (بالإنجليزية: Death Parade)‏ هو أنمي ياباني، أُنتج عام 2015. صاغه وكتبه وأخرجه يوزورو تاتشيكاوا وأنتجه استوديو مادهاوس. اقتبست السلسلة من الفيلم القصير بلياردو الموت (باليابانية: デス・ビリヤード).

## القصة
عندما يتوفى شخصين في نفس الوقت في العالم الحقيقي يتم إرسالهم إلى حانة غامضة يديرها سقاة يقومون بدور الحكم. هناك يشارك المتوفون في مسابقة تعرض حياتهم للخطر ونتاج ردود أفعالهم تكون مقياسًا لمصيرهم بعد ذلك.

## وصلات خارجية
موكب الموت على موقع IMDb (الإنجليزية)
- موكب الموت على موقع روتن توميتوز (الإنجليزية)
- موكب الموت على موقع نتفليكس (الإنجليزية)
- موكب الموت على موقع فيلمافينيتي (الإسبانية)
- موكب الموت على موقع ليتربوكسد (الإنجليزية)
- موكب الموت على موقع كينوبويسك (الروسية)
- موكب الموت على موقع ألو سيني (الفرنسية)
- موكب الموت على موقع قاعدة بيانات الفيلم (الإنجليزية)
- موكب الموت على موقع ANN anime (الإنجليزية)

- موكب الموت على موقع انستازيا للاوتاكو (العربية)